# Scream (film 1996)
Scream, distribuito anche con il titolo Scream - Chi urla muore, è un film del 1996 diretto da Wes Craven.
Riscuotendo un grande successo e uno dei più alti incassi del 1996, la pellicola riprende le caratteristiche dei precedenti horror (come Nightmare o Halloween - La notte delle streghe), e unisce agli elementi tipici dell'orrore anche la satira.
Il film ha dato origine a un franchise che comprende i sequel Scream 2, Scream 3, Scream 4, Scream, Scream VI, una serie televisiva e anche un futuro Scream VII.
Scream narra la storia di Sidney Prescott (Neve Campbell), la cui vita viene sconvolta, come tutto il resto della cittadina in cui vive, da alcuni brutali e misteriosi omicidi. Sembra che dietro tutto ci sia una persona che indossa una maschera di Halloween (Ghostface), il cui personaggio è ispirato al vero serial killer Danny Rolling. Altri protagonisti sono il vicesceriffo Linus Riley (David Arquette), la giornalista Gale Weathers (Courteney Cox) e l'amica di Sidney e sorella di Linus, Tatum Riley (Rose McGowan).

## Trama
Woodsboro, California, 25 settembre 1996. Casey Becker, mentre attende l’arrivo del suo fidanzato Steve Orth in casa, riceve la telefonata di quello che si rivelerà un folle psicopatico. Costretta a prendere parte ad un gioco malato nel quale dovrà rispondere correttamente ad alcune domande sui film dell’orrore per salvare la sua vita e quella di Steve, tenuto prigioniero fuori casa, Casey fallisce, così prima Steve, poi lei vengono brutalmente assassinati dal maniaco, travestito con una lunga mantella nera ed una maschera da fantasma che ricorda L’Urlo di Edvard Munch (da cui prende il nome di Ghostface).
L’indomani mattina, la notizia del duplice omicidio di Casey e Steve semina il panico a Woodsboro ed una schiera di poliziotti e giornalisti invade la scuola locale per ricavare informazioni utili sul caso, tra cui il goffo ed imbranato vice-sceriffo Linus Riley e la sfacciata reporter priva di scrupoli Gale Weathers.
Nel frattempo, una delle coetanee di Casey, l’introversa Sidney Prescott si sente ripiombare nella paura a distanza di un anno dalla cruenta morte di sua madre, Maureen Prescott, per la quale è stato accusato Cotton Weary, amante della donna. Ad alleviare lo sconforto di Sidney ci sono il suo fidanzato, Billy Loomis, la sua migliore amica e sorella minore di Linus, Tatum Riley, il ragazzo di quest’ultima, Stu Macher, e l’appassionato di cinematografia horror, Randy Meeks.
Nel pomeriggio, Sidney resta da sola in casa dopo la partenza del padre Neil per un viaggio di lavoro, quando anche lei, come Casey, risponde alla telefonata dello stesso interlocutore, che l’aggredisce. Sidney riesce fortunatamente a scamparla ma, poco dopo, compare alla sua finestra Billy con un cellulare, il che porta la ragazza a sospettare di lui e a farlo arrestare.
Dopo la denuncia a Billy, Sidney viene ospitata da Tatum e passa la notte dai Riley, non prima di aver rifilato un gancio destro a Gale, colpevole della stesura di un controverso libro in cui narra la morte di Maureen scagionando Cotton. Tuttavia, l’assassino telefona nuovamente a Sidney, che capisce quindi che non può trattarsi di Billy poiché ancora trattenuto alla centrale di polizia.
Il giorno dopo, mentre Billy viene rilasciato e cerca di chiarire con Sidney, quest’ultima sfugge ad un’ulteriore aggressione di Ghostface, dopodiché il preside Arthur Himbry annuncia la temporanea sospensione delle lezioni a causa dei recenti omicidi, per poi venire anch'egli ucciso dall’assassino nel suo ufficio.
Per celebrare la chiusura della scuola, Stu organizza per quella sera una festa a casa sua, a cui partecipano, oltre che a Sidney, Tatum e Randy, anche Linus, per garantire la sicurezza, e Gale, alla ricerca di uno scoop succulento in quanto crede che l’assassino sia lo stesso che ha commesso l’omicidio di Maureen l’anno precedente. Durante la festa, Tatum si reca a prendere delle birre in garage, dove viene sorpresa da Ghostface, che riesce ad ucciderla schiacciandola nella porta automatica della cantina. Al termine della serata arriva Billy, col quale Sidney si apparta in una camera da letto per parlare, finendo per perdere la verginità con lui.
Intanto, Gale e Linus trovano l’auto abbandonata di Neil, irreperibile da giorni, nei pressi dell’abitazione, ma dell’uomo non vi è traccia, mentre Sidney assiste inerme alla morte di Billy, colpito alle spalle dall’assassino, che si mette al suo inseguimento, durante il quale la ragazza scopre il cadavere di Tatum ed osserva il cameraman di Gale, Kenny, venire ucciso. Gale e Linus ritornano a casa di Stu e si separano: mentre Linus resta ferito da una pugnalata, Gale sbanda con il suo furgoncino quando trova il corpo senza vita di Kenny.
Oramai da sola, Sidney si arma della pistola di Linus, che punta contro Stu e Randy, apparsi l’uno dopo l’altro che si accusano a vicenda di essere l’assassino, quindi lei decide di non fidarsi di nessuno dei due e li chiude fuori di casa, ma improvvisamente Billy, ancora vivo, riprende conoscenza e convince Sidney a dargli la pistola. Tuttavia, il ragazzo usa l’arma per sparare a Randy, rivelandosi il killer sotto lo sguardo terrorizzato di Sidney, e, come se non bastasse, anche Stu dichiara il suo coinvolgimento negli omicidi. A questo punto, i ragazzi tengono Sidney in trappola e Billy comincia a raccontarle il motivo della sua furia omicida: un anno prima, Billy scoprì che alla base del divorzio dei suoi genitori ci fu la relazione extraconiugale che suo padre Hank intratteneva proprio con Maureen, ragion per cui uccise quest’ultima per aver sfasciato la sua famiglia, riuscendo a far ricadere la colpa su Cotton aiutato da Stu, che agiva perché mosso da una “peer pressure” che lo stimolava ad emulare le azioni dell’amico; successivamente, Billy e Stu avrebbero deciso di continuare la loro carneficina scagliandosi direttamente su Sidney, la figlia di Maureen. A storia conclusa, Billy e Stu svelano di avere in mente un piano per farla franca, ossia uccidere Sidney, addossare la responsabilità degli omicidi su Neil, da loro catturato, e fingersi dei sopravvissuti alla strage, perciò iniziano a ferirsi reciprocamente con un pugnale per rendere più credibile la loro versione dei fatti. L’intervento in extremis di Gale, che viene però neutralizzata da Billy, permette a Sidney di eludere la sorveglianza degli assassini, che tentano di ritrovarla, ma Sidney li batte in astuzia e riesce dapprima ad aggredire Billy, e poi ad uccidere Stu, che nel frattempo aveva perso la sanità mentale, fracassandogli il cranio con un televisore. Proprio quando Randy mostra di essere vivo, Billy si ridesta ed attacca Sidney, ma il peggio viene evitato grazie a Gale, che gli spara ad una spalla e sarà Sidney ad eliminarlo definitivamente con un colpo alla fronte.
Sorge l’alba dopo la drammatica e sanguinolenta nottata: Linus, sopravvissuto, viene ricoverato all’ospedale, mentre Gale si prepara a rilasciare un’intervista che spieghi gli eventi appena consumatisi.

## Produzione

### Cast

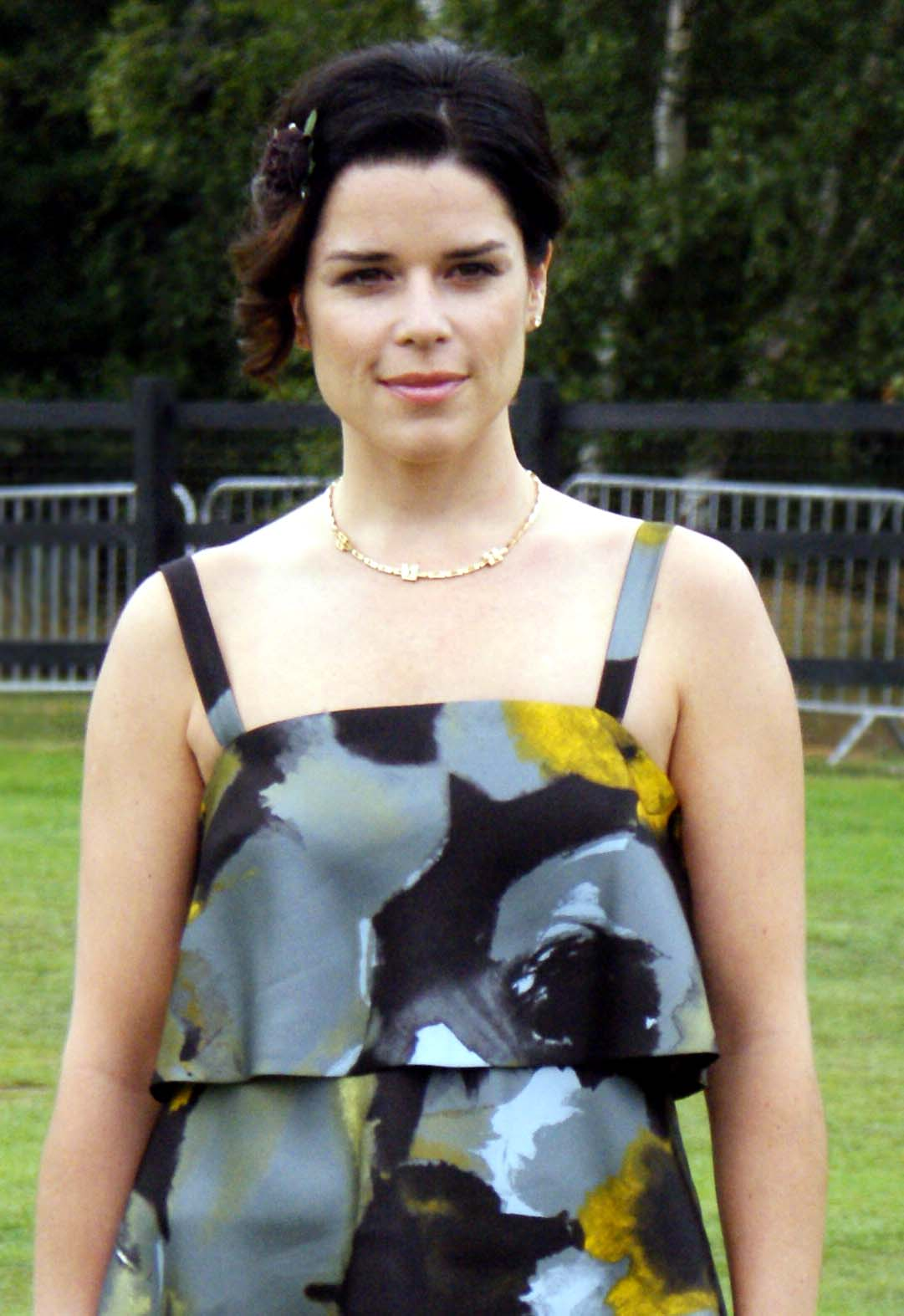
Neve Campbell nel 2009.

Il ruolo di Sidney Prescott, prima di essere assegnato a Neve Campbell, era stato offerto a Drew Barrymore, che rifiutò preferendo interpretare Casey Becker, sostenendo che se il personaggio da lei interpretato fosse morto all'inizio il pubblico si sarebbe potuto aspettare qualsiasi risvolto (la sua parte dura solamente dodici minuti). Sempre per lo stesso ruolo fece l'audizione Melissa Joan Hart, ma fu scartata. Reese Witherspoon rifiutò il ruolo da protagonista; lo stesso fecero Janeane Garofalo per il ruolo di Gale Weathers e Melinda Clarke per quello di Tatum Riley. Per quest'ultima parte fu presa in considerazione l'attrice Charlotte Ayanna. Kevin Patrick Walls non riuscì a ottenere la parte di Billy e come consolazione interpretò la piccola parte del ragazzo di Casey Becker. Per la maggior parte delle scene dietro la maschera di Ghostface c'è uno stuntman, non un attore. Linda Blair, famosa per avere interpretato Regan MacNeil, la bambina posseduta dal demonio nel film L'esorcista, appare in un brevissimo cameo nel ruolo di giornalista.

### Riprese
Le riprese del film sono iniziate il 15 aprile del 1996 e si sono concluse l'8 giugno dello stesso anno.

## Colonna sonora
La colonna sonora fu pubblicata nel 1996 e contiene undici tracce. La canzone di tutti e tre i film è Red Right Hand di Nick Cave and the Bad Seeds. Un ennesimo omaggio a un film horror è rivolto ad Halloween; infatti la canzone (Don't Fear) The Reaper dei Blue Öyster Cult è presente in tutti e due i film, con la differenza che in Scream è una reinterpretazione di Gus Black. La colonna sonora del film è anche stata usata in alcune scene di Halloween - 20 anni dopo (1998).

### Tracce
1. Birdbrain – Youth of America
2. Catherine – Whisper
3. Nick Cave and the Bad Seeds – Red Right Hand
4. Blue Öyster Cult – (Don't Fear) The Reaper
5. Julee Cruise – Artificial World [Interdimensional Mix]
6. Sister Machine Gun – Better Than Me
7. Soho – Whisper to a Scream (Birds Fly)
8. Moby – First Cool Hive
9. The Connells – Bitter Pill
10. Alice Cooper – School's Out
11. Marco Beltrami – Original Motion Picture Score

## Distribuzione
Scream uscì in anteprima il 18 dicembre 1996 presso l'AMC Avco theater di Westwood, in California. Bob Weinstein diede disposizione affinché il film fosse distribuito il 20 dicembre, data su cui alcuni erano critici dal momento che, considerato il periodo natalizio, erano maggioritari film per famiglie e simili. Weinstein sostenne che ciò sarebbe stato favorevole per il film, dal momento che i fan dell'horror e gli adolescenti non avrebbero avuto nulla di interessante da guardare nel periodo di dicembre.

### Divieti
Negli USA è stata distribuita con la classificazione di età Rating - “R”, cioè vietato ai minori di 17 anni “per la presenza di immagini violente e brutali, e per il linguaggio scurrile”, mentre in Italia è vietato ai minori di 14 anni.

### Home video
Nel 1997 negli USA e in Italia è uscita la versione in VHS di Scream.
Nel 1999 è uscita la versione in DVD di Scream. Negli USA il DVD è distribuito dalla Buena Vista International e dalla Miramax, mentre in Italia il DVD è stato distribuito dalla Cecchi Gori Group. Nel 2000 è uscita una riedizione di questo DVD.
Nel dicembre 2011 è uscita un'altra edizione del film, distribuita dalla Eagle Pictures, per la prima volta anche in Blu-ray Disc.
Nel novembre del 2021 in occasione del 25º anniversario della prima pellicola e dell'uscita nelle sale del 5º capitolo della serie, la Paramount Pictures ha messo in commercio una nuova edizione in steelbook 4k + Blu-ray.

## Accoglienza

### Incassi
Scream fu distribuito dalla Dimension e uscì nel 1996 nelle sale degli Stati Uniti e guadagnò 6354586 $ nel weekend d'apertura. In totale incassò 173046663 $ e questa cifra lo rende il capitolo più remunerativo dell'intera serie. Quando gli incassi del primo fine settimana del film fecero registrare 6000000 $ si ritenne che Weinstein avesse perso la scommessa; tuttavia la settimana successiva gli introiti, lungi dal diminuire, continuarono ad aumentare, incrementandosi fino a giungere al totale lordo, negli Stati Uniti, di 100000000 $, con annessi forti elogi della critica.

### Critica
Oltre al pubblico anche la critica reagì bene.Su Rotten Tomatoes la pellicola ricevette il gradimento del 79% basata su 82 recensioni. Su Metacritic un punteggio di 65 su 100.
Morando Morandini scrive nel suo dizionario che «Craven gioca con gli stereotipi del genere, analizzandoli e smontandoli, ma anche con i nervi dello spettatore, dimostrandogli che funzionano ancora». Peter Stack, del San Francisco Chronicle, apprezzò il passaggio dai film slasher per ragazzi degli anni '80 e la loro «endless series of laborious, half-baked sequels». Kevin Thomas, del Los Angeles Times, definì Scream «a bravura, provocative sendup of horror pictures», ossia una brillante, provocatoria trasmissione di immagini dell'orrore, e si complimentò per il film «spaventoso e raccapricciante» che aveva comunque evitato un senso di «morbosità». Ancora, Adam Smith di Empire lo ha definito «Clever, quick and bloody funny». La sceneggiatura di Williamson ha ricevuto elogi in quanto contenente «fiendishly clever, complicated plot» (una trama diabolicamente intelligente e complicata) che «deftly mixes irony, self-reference and wry social commentary with chills and blood spills» (mescola abilmente ironia, autoreferenzialità e ironico commento sociale con brividi e spargimenti di sangue). Time Out London ha lodato l'intelligenza e gli spaventi del film, insieme al casting, affermando che «at last, a horror movie to shout about!». Film4 citò Nightmare - Nuovo incubo e il suo cast di personaggi consapevoli come ispirazione per Scream, ma affermò che laddove il primo era stato «noble failure – pretty smart, but crucially not very scary» (un nobile fallimento - intelligente, ma fondamentalmente non molto spaventoso), il secondo era «not merely clever... it is, from its breathtaking opening sequence (with Barrymore as the woman in peril) onwards, simply terrifying» (non solo intelligente... è, dalla scena d'apertura mozzafiato (con Barrymore come donna in pericolo) in poi, semplicemente terrificante).
Roger Ebert, del Chicago Sun-Times, diede al film una recensione positiva di 3 stelle su 4, mostrando apprezzamento per «the in-jokes and the self-aware characters», ma rimanendo confuso dal fatto che il modus ironico del film disinnescasse il livello di violenza dello stesso. Più critica Janet Maslin, sul The New York Times, che sostenne che «not much of 'Scream' is that gruesome» (non molto di Scream è raccapricciante) e che il mix «mocking humor» e di «lurid material» non mettesse completamente a proprio agio i fan del genere. Nonostante fosse critico nei riguardi del film, definendolo come «one experiment that needed more lab time» (un esperimento che richiedeva più tempo di laboratorio), Variety si complimentò con il cast «forte» identificando le performance di Campbell e Ulrich come «carismatiche». Critica anche la BBC che definì Scream come un derivato dei film che quest'ultimo satirizza, affermando che «Scream runs out of humour, and in turn robs itself of the chance to get the audience to take the thrills and gut-spills it offers seriously».

## Riconoscimenti
- 1997 – Fantastic'Arts
  - Premio del pubblico
- 1997 – MTV Movie Awards
  - Miglior film
- 1997 – Saturn Awards
  - Miglior film horror a Wes Craven e Kevin Williamson
  - Miglior attrice protagonista a Neve Campbell
  - Migliore sceneggiatura a Kevin Williamson

## Casi mediatici
Negli anni successivi alla sua uscita Scream è stato accusato di avere ispirato crimini e di induzione ad atti di violenza.

### Omicidio Castillo
Nel gennaio del 1998, il diciassettenne Mario Padilla e suo cugino quattordicenne Samuel Ramirez pugnalarono la madre del primo, Gina Castillo, per 45 volte, uccidendola. Il caso divenne noto come "l'omicidio di Scream" e fu sottoposto a un'intensa osservazione mediatica dopo che i ragazzi ebbero dichiarato di essere stati ispirati da Scream e da Scream 2. La coppia di colpevoli confessò che avrebbe avuto bisogno dei soldi acquisiti dall'omicidio per finanziare una follia omicida che avrebbe incluso due costumi da Ghostface e un sintetizzatore vocale come quello usato dai personaggi del film. Durante il processo la psicologa Madeline Levine, che aveva studiato l'effetto della violenza sui ragazzi, dichiarò che il film aveva «assolutamente» fornito un progetto ai due. Il caso avrebbe dovuto evidenziare l'effetto dei film violenti sugli adolescenti, tuttavia il giudice presidente John Cheroske ordinò che le prove relative a Scream fossero vietate e che il caso non fosse definito "l'omicidio di Scream", rifiutando ai media l'accesso all'aula del tribunale, con l'intenzione di trattare il caso come un omicidio e nient'altro.

### Aggressione Murray
Il 7 gennaio 1999, il tredicenne Ashley Murray fu pugnalato diverse volte alla testa e alla schiena dai suoi amici di allora, il quattordicenne Daniel Gill e il quindicenne Robert Fuller, e lasciato al suo destino. Fu trovato e salvato da un uomo anziano che stava portando a spasso il proprio cane. Gli accoltellatori furono soprannominati "gli aggressori di Scream" in quanto emerse che poco prima dell'aggressione avevano guardato il film e furono ritrovati, tra gli oggetti in loro possesso, disegni di maschere di Ghostface. Murray, quando testimoniò contro la coppia, dichiarò di credere che i due fossero stati influenzati dal film.

### Massacro della Columbine High School
Il 4 maggio 1999, a seguito del massacro della Columbine High School e dell'incremento dei resoconti mediatici sugli effetti di film, giochi e altri media violenti sulla società, il Comitato del commercio del Senato degli Stati Uniti tenne un'audizione sul marketing dei film di Hollywood per i giovani. Il Comitato si concentrò in particolare sui film horror. La scena iniziale di Scream fu mostrata al Comitato come un esempio di media negativo che può essere visto dai bambini.

### Omicidio Beaupère
Il 3 giugno 2002 un ragazzo di 17 anni attirò la sua amica, Alice Beaupère, fuori dalla casa dei genitori di lei a Saint-Sébastien-sur-Loire, in Francia, e la accoltellò 42 volte indossando una maschera di Ghostface. Fuggì quando vide un vicino raggiungere la scena, mentre la ragazza fece in tempo a riferire a quest'ultimo il nome del suo assalitore prima di esalare l'ultimo respiro. Dopo essere stato arrestato, il ragazzo dichiarò alla polizia di avere voluto uccidere qualcuno per emulare il personaggio di Ghostface di Scream.

### Omicidio di Cassie Jo Stoddart
A Pocatello, Idaho, la sedicenne Cassie Jo Stoddart fu accoltellata e uccisa dai suoi compagni di classe sedicenni Brian Draper e Torey Adamcik il 22 settembre 2006 che erano vestiti da Ghostface. Brian Draper e Torey Adamcik dissero di averla uccisa perché erano stati ispirati dal film Scream che fu il motivo per cui furono soprannominati in inglese "The Scream Killers" ("I killer di Scream"). I due avevano fatto dei diversi video in cui avevano premeditato e pianificato l'omicidio.
I due assassini furono condannati all'ergastolo senza possibilità di libertà condizionale.